# William Bancroft
Pour les articles homonymes, voir Bancroft.

a Compétitions nationales et continentales officielles uniquement.

b Matchs officiels uniquement.
William J. Billy Bancroft dit Le beau Billy du fait de son apparence toujours soignée[réf. nécessaire], né le 2 mars 1871 à Swansea et mort le 3 mars 1959 dans la même ville, est un joueur gallois de rugby à XV, de petite taille, ayant occupé le poste d’arrière en sélection nationale. Joueur insaisissable, il est également un remarquable buteur au très long coup de pied.

## Carrière
Il est l’aîné de onze enfants parmi lesquels son frère Jack Bancroft effectue également une carrière de joueur de rugby au sein de l'équipe du Swansea RFC et en équipe nationale. William Bancroft débute avec Swansea lors de la saison 1888-1889. Il joue avec le club gallois pendant quatorze saisons au cours de douze desquelles il termine meilleur réalisateur du club. Il en est le capitaine du club pendant six saisons dont cinq consécutives de 1896 à 1901. Il met fin à sa carrière à l'issue de la saison 1902-1903.
Il dispute son premier test match le 1er février 1890 contre l'équipe d'Écosse, et son dernier contre les Irlandais le 16 mars 1901. Il joue un total de 33 matches consécutifs avec le XV du Poireau, ce qui constitue un record mondial à l'époque. Il marque toutes les pénalités et transformations qui sont accordées à son équipe, ce qui fait un total de 60 points inscrits au cours de sa carrière internationale. 
En parallèle du rugby, il joue également au cricket pour Swansea, la Galles du sud, Glamorgan dont il devient leur premier joueur professionnel en 1895 et l'Angleterre de l'Ouest. Il continue sa carrière au cricket plusieurs années après avoir arrêté le rugby en 1903. Il y met un terme en 1914 et devient jardinier comme l'ont été avant lui son père et son grand-père. Il meurt en 1959, le lendemain de son anniversaire, à l'âge de 88 ans.

## Palmarès
- Triple couronne dans le tournoi britannique en 1893 et 1900.

## Statistiques en équipe nationale
En douze années, William Bancroft dispute 33 matches avec l'équipe du pays de Galles au cours desquels il marque soixante points (20 transformations, un drop et quatre pénalités). Il participe à douze tournois britanniques. Il est capitaine du XV du Poireau à onze reprises sans interruption de 1898 à 1901.
| Année | Compétition         | Matches | Points | Essais | Transf. | Drops | Pénal. |
| 1890  | Tournoi britannique | 3       | 2      | -      | 1       | -     | -      |
| 1891  | Tournoi britannique | 3       | 7      | -      | 2       | 1     | -      |
| 1892  | Tournoi britannique | 3       | -      | -      | -       | -     | -      |
| 1893  | Tournoi britannique | 3       | 9      | -      | 1       | -     | 2      |
| 1894  | Tournoi britannique | 3       | -      | -      | -       | -     | -      |
| 1895  | Tournoi britannique | 3       | 6      | -      | 1       | -     | -      |
| 1896  | Tournoi britannique | 3       | -      | -      | -       | -     | -      |
| 1897  | Tournoi britannique | 1       | 2      | -      | 1       | -     | -      |
| 1898  | Tournoi britannique | 2       | 5      | -      | 1       | -     | 1      |
| 1899  | Tournoi britannique | 3       | 120    | -      | 6       | -     | -      |
| 1900  | Tournoi britannique | 3       | 7      | -      | 2       | 1     | 1      |
| 1901  | Tournoi britannique | 3       | 100    | -      | 5       | -     | -      |
| Total | Total               | 33      | 60     | 0      | 20      | 1     | 4      |